# Distretto di Tinzaouten
Il distretto di Tinzaouten è un distretto della provincia di In Guezzam, in Algeria, con capoluogo Tinzaouten.